# Jan Bednář (novinář)
Jan Bednář (* 1. února 1953 Praha) je český rozhlasový novinář a komentátor, chartista, v letech 1985 až 1992 člen československé redakce BBC v Londýně. Je nositelem Ceny Ferdinanda Peroutky za rok 2011, od června 2015 do března 2020 předsedal Radě České televize.

## Život
Jeho matkou byla novinářka a disidentka Otta Bednářová. Po srpnové okupaci v roce 1968 odjel s ní a bratrem do Vídně a zvažovali emigraci. Po dvou měsících se však rozhodli pro návrat do Československa. Následně absolvoval gymnázium a začal studovat na Vysoké škole ekonomické v Praze. Na začátku roku 1977 podepsal Chartu 77, odmítl odvolat podpis a nebylo mu tak dovoleno složit závěrečnou státní zkoušku (později byl ze školy vyloučen).
Střídal různá zaměstnání - fotograf, strojník ve vodárně nebo noční hlídač. Navštěvoval bytové semináře, dodával informace Ivanu Medkovi do Vídně. V roce 1981 se rozhodl pro emigraci. Vzdal se československého občanství a v červnu 1982 odjel do Velké Británie.
Na podzim 1982 získal stipendium na Oxfordu, který vystudoval. Po ukončení studií nastoupil v roce 1985 do československé redakce BBC v Londýně. Příležitostně spolupracoval s Hlasem Ameriky. V BBC pracoval do roku 1992, kdy se vrátil do Československa.
Pracoval v různých českých médiích, krátce působil i na Pražském hradě. V září 1994 pak nastoupil do Rádia Svobodná Evropa, kde komentoval zahraniční i domácí události.
Od 90. let také působí jako komentátor v Českém rozhlase, podílí se na přípravě pořadu Názory a argumenty pro Český rozhlas Plus (dříve Český rozhlas 6).
V březnu 2014 byl zvolen Poslaneckou sněmovnou PČR členem Rady České televize. Do Rady ČT jej navrhla Rada pro mezinárodní vztahy, získal 148 hlasů od přítomných poslanců. V lednu 2015 se stal místopředsedou rady. V červnu 2015 byl zvolen jako jediný kandidát předsedou Rady ČT, získal 12 ze 14 hlasů. Funkce člena i předsedy Rady ČT vykonával do března 2020.